# سام كوسغروف
سام كوسغروف (بالإنجليزية: Sam Cosgrove)‏ هو لاعب كرة قدم بريطاني في مركز الهجوم، ولد في 2 ديسمبر 1996 في Beverley ‏ في المملكة المتحدة. لعب مع نادي بارو وويغان أتلتيك.

## وصلات خارجية
- سام كوسغروف على موقع الاتحاد الأوربي (الإنجليزية)
- سام كوسغروف على موقع قاعدة بيانات كرة القدم.إي يو (الإنجليزية)
- سام كوسغروف على موقع Soccerbase.com (لاعب) (الإنجليزية)
- سام كوسغروف على موقع Soccerway.com (الإنجليزية)
- سام كوسغروف على موقع عالم كرة القدم.نت (الإنجليزية)